# Gat Decor
Gat Decor (auch Gat Décor) ist ein House Music Act, der vor allem durch sein 1992 veröffentlichtes Lied Passion bekannt wurde.

## Hintergrund
Dieser Titel gilt als eines der ersten frühen Werke aus dem Progressive-House-Genre. Hinter Gat Decor steckt der britische DJ und Musikproduzent Simon Slater. Slater wurde in London geboren. Von 1984 bis 1990 war er Resident-DJ in der Diskothek Xenon und von 1990 bis 1993 in der Diskothek Valbonne – beide in London. Der Name 'Gat Decor' wurde von einem Anagramm von 'Tag Records', einem Plattenladen in Soho (London), abgeleitet.
Obwohl Gat Decor bis auf fünf Single-Veröffentlichungen und etwas mehr als eine Handvoll Remixe keinen großen Musik-Katalog vorweisen kann, nahmen der Act und auch das Lied Passion einen großen Einfluss auf die Dance Music der frühen 1990er Jahre. Slater betreibt bis heute die offizielle Website von Gat Decor und hat die Rechte am Song Passion inne.

## Passion
Passion ist Gat Decors bekanntestes Werk. Der Song wurde 1992 auf dem Plattenlabel Effective Records veröffentlicht, hatte zunächst schon großen Erfolg in den Underground-Dance-Clubs und wurde schließlich ein Hit in den UK Top 40, wo er bis auf die Position 29 kletterte. Die 12"-Single enthielt den Original-Song, eine Instrumental-Version (The Naked Mix) sowie einen Remix von Darren Emerson, der mit diesem Titel als Remixer debütierte.
Seit seiner ursprünglichen Version ist Passion bis heute mehrere Male offiziell und inoffiziell neu aufgelegt worden. Eine im Jahr 1996 veröffentlichte Version mit dem Untertitel „Do You Want It Right Now Mix“ und einer verfremdeten Stimme von Beverley Skeete kletterte im Vereinigten Königreich bis auf Position 6. Dieser Remix war eine 4-minütige Version der Instrumentalversion von 1992 mit der neu aufgenommenen Vocal-Zeile „Do You Want It Right Now?“ von Degrees of Motion.
1996 stand der Song im britischen Mixmag-Magazin auf Platz 33 in der Liste der „50 einflussreichsten Platten aller Zeiten“. Außerdem wählten das Mixmag-Magazin und dessen Leser den Song auf Platz 22 der „100 besten Dance Singles aller Zeiten“.
2002 erschien ein White Label Remix, bei dem die Titel Passion und Frozen zusammengemischt wurden. Der Song Frozen stammt im Original von der US-amerikanischen Sängerin Madonna.
Passion wird noch heute sowohl in seiner ursprünglichen als auch in den verschiedenen neu aufgelegten Versionen oft in den Clubs gespielt.

## Diskografie

### Singles
- 1989: Feel so Good / Life
- 1992: Passion
- 1996: Passion (Remix)
- 1996: In the Head
- 1996: Barefoot in the Head

### Remixe
- 1992: Euphoria Love You Right
- 1992: The Odd Company Swing in Trance
- 1992: D’lusion Take You There
- 1993: Latitude Building a Bridge
- 1993: JFK Here They Come Again
- 1993: Country & Western Positive Energy
- 1994: Jean Michel Jarre Chronologie 6
- 1994: The Good Strawberries Eyes on a Summer Day